# Signe (arithmétique)
Pour les articles homonymes, voir Signe.

Les symboles plus et moins sont utilisés pour indiquer le signe d'un nombre

En arithmétique, le signe d'un nombre réel qualifie sa position par rapport à zéro. Un nombre est dit positif s'il est supérieur ou égal à zéro ; il est dit négatif s'il est inférieur ou égal à zéro. Le nombre zéro lui-même est donc à la fois positif et négatif.
Le signe arithmétique est souvent noté à l'aide des signes algébriques « + » et « − » (plus et moins), notamment dans un tableau de signe. En effet, un nombre écrit en chiffres est précédé du signe « − » s'il est négatif. Mais cette notation peut engendrer des confusions lorsque les signes plus et moins sont utilisés comme opérateurs. Notamment, l'expression −a est positive, si a est négatif.
Le changement de signe d'une expression algébrique est la soustraction de cette expression à l'élément nul. Il est noté à l'aide du signe « − » précédant l'expression.

## Historique
Un énoncé explicite de la règle des signes apparaît dans l'Arithmetica de Diophante d'Alexandrie (IIIe siècle) :

« Ce qui est de manque, multiplié par ce qui est de manque, donne ce qui est positif ; tandis que ce qui est de manque, multiplié par ce qui est relatif et  positif, donne ce qui est de manque »

On la trouve également dans des textes comme l’Arybhatiya, du nom de son auteur le mathématicien indien Âryabhata (476 – 550). Ce dernier y définit les règles d'addition et de soustraction entre les nombres négatifs, représentant des dettes, et les nombres positifs quantifiant les recettes.
Quelques siècles plus tard, dans les écrits du mathématicien perse Abu l-Wafa (940 – 998), apparaissent des produits de nombres négatifs par des nombres positifs. Cependant le nombre négatif reste encore attaché à une interprétation concrète. Une démonstration algébrique de la règle des signes a été donnée par Ibn al-Banna (1256 - 1321).
En Occident, elle est énoncée par Nicolas Chuquet (c. 1450 - 1487) :

« Qui multiplie plus par moins ou vice versa, il en vient toujours moins. Qui partit plus par plus et moins par moins et il en vient plus. Et qui partit plus par moins ou moins par plus il en vient moins »

Il faut attendre le XVIIe siècle pour que les calculs algébriques s'appliquent aussi bien aux négatifs qu'au positifs. Mais D'Alembert (1717 – 1783) lui-même montrera encore quelques réserves sur les nombres négatifs dans l'encyclopédie :

« Il faut avouer qu'il n'est pas facile de fixer l'idée des quantités négatives, et que quelques habiles gens ont même contribué à l'embrouiller par les notions peu exactes qu'ils en ont donné. Dire que la quantité négative est au-dessous du rien, c'est avancer une chose qui ne se peut pas concevoir. Ceux qui prétendent que 1 n'est pas comparable à −1, et que le rapport entre 1 et −1 est différent du rapport entre −1 et 1, sont dans une double erreur […] Il n'y a donc point réellement et absolument de quantité négative isolée : −3 pris abstraitement ne présente à l'esprit aucune idée. »

— D'Alembert, Encyclopédie ou Dictionnaire raisonné des sciences, des arts et des métiers
Il y explique la règle des signes comme suit :

« Voilà pourquoi le produit de −a par −b donne +ab : car a et b étant précédés du signe − [...] c'est une marque que ces quantités se trouvent mêlées et combinées avec d'autres, puisque, si elles étaient considérées comme seules et isolées, les signes − dont elles sont précédées ne présenteraient rien de net à l'esprit. Donc ces quantités −a et −b ne se trouvent précédées du signe − que parce qu'il y a quelque erreur tacite dans l'énoncé du problème ou dans l'opération : si le problème était bien énoncé, ces quantités −a, −b, devraient se trouver chacune avec le signe +, et alors le produit ferait +ab. [...] Il n'est pas possible, dans un ouvrage de la nature de celui-ci, de développer davantage cette idée ; mais elle est si simple, que je doute qu'on puisse lui en substituer une plus nette et plus exacte ; [...] et je crois pouvoir assurer qu'on ne la trouvera jamais en défaut. Quoi qu'il en soit, les règles des opérations algébriques sur les quantités négatives sont admises par tout le monde, et reçues généralement comme exactes, quelqu'idée qu'on attache d'ailleurs à ces quantités. »

## Règles opératoires
Les opérations d'addition et de multiplication ont été étendues aux nombres négatifs de façon à préserver les propriétés d'associativité, de commutativité et de distributivité. D'autres propriétés valables pour les nombres positifs doivent cependant être reformulées, par exemple :
- deux nombres positifs rangés dans l'ordre ont leurs carrés rangés dans le même ordre ;
- deux nombres de même signe rangés dans l'ordre ont leur inverse rangés dans l'ordre contraire.

### Addition et soustraction
Une somme algébrique est une suite d'addition et de soustraction de nombres positifs ou négatifs, employant éventuellement des parenthèses.
Elle peut être réinterprétée avec les règles suivantes :
- la soustraction d'un nombre négatif est l'addition de sa valeur absolue ;
- l'addition d'un nombre négatif est la soustraction de sa valeur absolue.

### Règle des signes
Pour les articles homonymes, voir Règle des signes.
La règle des signes permet de déterminer le signe de leur produit à partir des signes de chaque facteur.
Règle des signes — 
- Le produit de deux nombres positifs est positif ;
- le produit de deux nombres négatifs est positif ;
- le produit de deux nombres de signes contraires (c'est-à-dire d'un nombre positif et d'un nombre négatif) est négatif.

Cette règle peut être étendue à un nombre quelconque de facteurs :
Théorème — Un produit de nombres réels est positif s'il est obtenu avec un nombre pair de facteurs négatifs. Le produit est négatif s'il est obtenu avec un nombre impair de facteurs négatifs.

## Signe d'une fonction
Une fonction à valeurs réelles est dite positive si sa valeur est positive en chaque point de son domaine de définition. Elle est dite négative si sa valeur est négative en chaque point de son domaine de définition. Une fonction positive et négative (à la fois) a donc toutes ses valeurs positives et négatives à la fois, donc est constante de valeur nulle.
Pour décrire le signe d'une fonction qui admet certaines valeurs strictement positives et d'autres strictement négatives, il est nécessaire de préciser les domaines relatifs à chaque signe. Dans le cas d'une fonction continue sur une réunion d'intervalles réels, ces domaines sont eux-mêmes des intervalles dont il suffit de préciser les bornes.

### Fonction affine
Le signe d'une fonction affine est complètement déterminé par le signe de son coefficient directeur et de la valeur de son éventuel point d'annulation.
- Si le coefficient directeur est strictement positif, la fonction est négative sur l'intervalle à gauche du point d'annulation et positive sur l'intervalle à droite de ce point.
- Si le coefficient directeur est strictement négatif, la fonction est positive sur l'intervalle à gauche du point d'annulation et négative sur l'intervalle à droite de ce point.
- Si le coefficient directeur est nul, la fonction est constante et son signe également.

### Tableau de signe
Étant donné une expression algébrique factorisée (c'est-à-dire un produit ou un quotient) dans laquelle le signe de chaque facteur est connu, dépendant d'une seule variable réelle, le tableau de signe de cette expression comprend une ligne pour la variable, une ligne pour chaque facteur et une ligne pour l'expression complète. La première ligne (celle de la variable) comprend toutes les valeurs d'annulation des différents facteurs et les bornes du domaine d'étude. Des traits verticaux sous ces valeurs déterminent les colonnes du tableau.
Chaque ligne de facteur est munie de zéros sur les traits verticaux correspondant aux valeurs d'annulation du facteur considéré. Dans chaque colonne est indiqué le signe de chaque facteur sur l'intervalle de valeurs considéré.
Les signes sur la ligne du résultat sont définis par la règle des signes à partir des signes présents dans la colonne. Chaque trait vertical dans cette ligne est muni de zéro lorsqu'il y en a un en facteur multiplicatif (c'est-à-dire au numérateur). Une double barre marque un trait vertical lorsqu'un zéro survient au dénominateur.

### Fonction du second degré
Le signe d'une fonction du second degré ne dépend que du signe de son coefficient dominant et de la valeur de ses racines, ces dernières pouvant être déterminées à l'aide du discriminant.
- Si le discriminant est strictement négatif, la fonction est de signe constant (celui de son coefficient dominant) et ne s'annule pas.
- Si le discriminant est nul, la fonction est de signe constant (celui de son coefficient dominant) et ne s'annule qu'en un point.
- Si le discriminant est strictement positif, la fonction est du signe de son coefficient dominant en dehors des racines ; elle est du signe opposé entre les racines.